# Chevrotin (ost)
Chevrotin är en fransk getost från bergstrakterna i Savoie. Likartade ostar från samma område som görs på en blandning av getmjölk och komjölk kallas Chevrette. Chevrotin görs på opastöriserad getmjölk, ofta i småskalig verksamhet och kommer i flera former med egna tillnamn. Den är influerad av och påminner om komjölksosten Reblochon.

## Varianter
- Chevrotin d'Alpage är en pressad ost som är 17–20 centimeter i diameter och 3–4 centimeter hög. Dess affinageprocess, mognadsprocess, tar 14 veckor. Den har en fuktig skorpa av vitt och rödbrunt mögel.
- Chevrotin des Aravis är lätt pressad för hand och 8–10 cm i diameter och 3–4 centimeter hög. Affinageprocessen sker vid en luftfuktighet på 95% och tar 3–6 veckor. Den pressas lätt för hand under tiden och tvättas i saltlake.
- Chevrotin de Macôt är en ost som får mogna hos osthandlaren, i dennes cave d'affinage, ungefär mognadsgrotta. Affinage-processen tar en till tre månader, då den lämnas i fred och utvecklar en skorpa av gult och rosa mögel. Den är 10–11 centimeter i diameter och 6 centimeter hög.
- Chevrotin du Mont Cenis en pressad ost som är 45 centimeter i diameter och 8 centimeter hög. Eftersom den är stor tar den lång tid att mogna och affinageprocessen tar upp till ett halvt år. Den tvättas under mognaden med en trasa som är fuktad med morge, en blandning av saltlake och den bruna substans som bildas på gamla ostar.
- Chevrotin de Peisey-Nancroix produceras i de båda byarna Peisey och Nancroix. Den är 10–12 centimeter i diameter och 6–7 centimeter men får trots sin ringa storlek mogna i upp till sex månader.